# Noël Carlotti
Pour les articles homonymes, voir Carlotti.
Noël Carlotti (1900 à Pietroso - 1966 à Tours) est un prêtre et résistant français.
Issu d'une famille corse, Noël Carlotti exerce les fonctions de vicaire puis de prêtre en Indre-et-Loire. Pendant la Seconde Guerre mondiale, il devient membre du réseau de Résistance Cohors-Asturies spécialisé dans le renseignement. Arrêté en mars 1944, il est déporté à Neuengamme en juin suivant. Là, il soutient le moral de ses codétenus en devenant l'aumônier officieux du camp. Libéré en avril 1945, il revient en Touraine où, reprenant son ministère sacerdotal à Esvres, il s'implique dans plusieurs associations du souvenir de la guerre, jusqu'à sa mort survenue le 16 janvier 1966 à Tours. Il est inhumé dans son village natal de Pietroso.

## Biographie

### 1900-1939

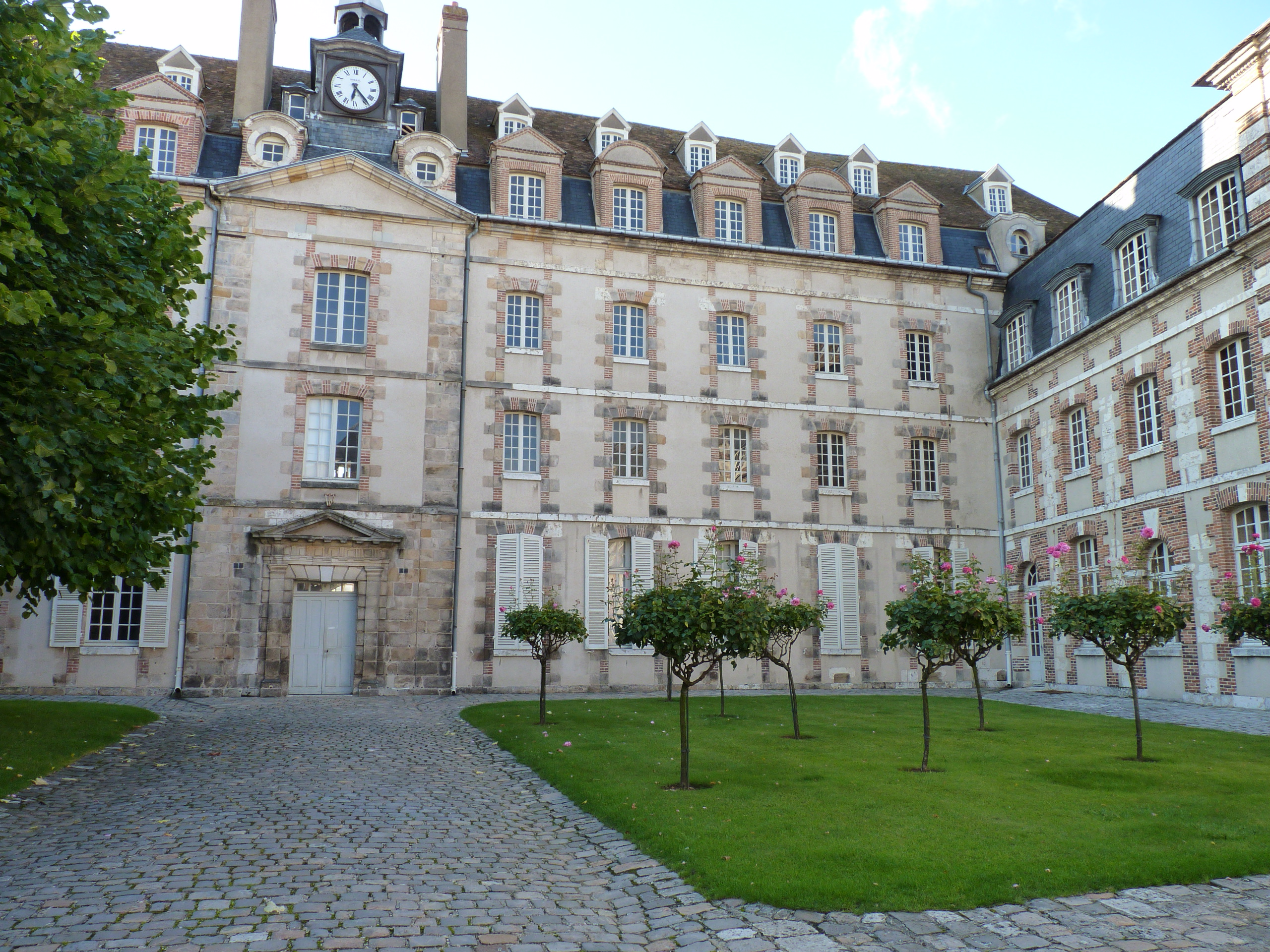
Ancien séminaire Saint-Charles.

Noël Carlotti naît le 28 octobre 1900 à Pietroso (Haute-Corse mais son père et sa mère meurent respectivement en 1910 et 1913. Dès sa jeunesse, il contracte en Corse le paludisme qui le handicape toute sa vie. Il est élevé par un des oncles prêtre en Eure-et-Loir. Après des études au petit séminaire Saint-Charles de Chartres, il est ordonné prêtre à Tours le 6 juin 1925. Il est nommé vicaire à Fondettes (Indre-et-Loire) la même année.
Dès lors, ses différentes fonctions religieuses ne l'éloignent plus de la Touraine puisqu'en juin 1929 il est vicaire de Saint-Symphorien puis curé de Channay-sur-Lathan le 17 octobre 1932.

### 1939-1945

#### Le prêtre
Dès le début de la Seconde Guerre mondiale, l'abbé Carlotti est nommé aumônier du 21e régiment de Zouaves en Algérie. Il est démobilisé en juin 1940 et revient à Channay-sur-Lathan. Il y reprend son ministère et, en 1943, se voit également adjoindre la cure de Courcelles-de-Touraine. C'est dans cette période que les relations deviennent difficiles, voire tendues, avec le maire et la municipalité de Channay.

#### Le résistant
Le 7 septembre 1943 l'appartenance de Noël Carlotti au réseau de résistance Cohors-Asturies est attestée. Carlotti constitue un groupe d'ecclésiastiques résistants et se réserve la mission de collecter des renseignements militaires sur Château-la-Vallière et ses environs. Il vient également en aide aux fuyards recherchés par les autorités d'occupation (résistants, aviateurs alliés, évadés des camps, Juifs...). En 1944, sur dénonciation d'un des membres du réseau, Carlotti et une cinquantaine de ses camarades sont arrêtés. Le groupe est décimé mais Carlotti, libéré faute de preuves, reprend immédiatement ses activités. Il est arrêté une deuxième fois un peu plus tard mais, comme il est très prudent, les preuves manquent toujours et il est à nouveau libéré.

#### Le déporté

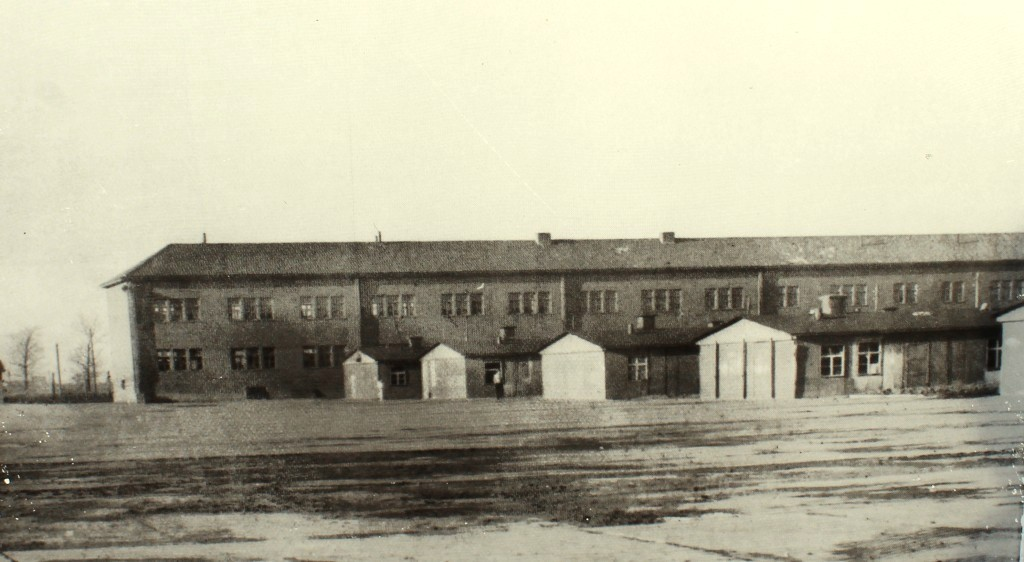
Neuengamme.

Les précautions que prend Noël Carlotti pour dissimuler ses activités de résistant ne sont pourtant pas suffisantes. Il est arrêté une troisième fois à la sortie d'une messe, le 26 mars 1944. Il est transféré dans les locaux de la Gestapo à Tours où il est interrogé et torturé pendant plusieurs jours. Il est ensuite conduit à la prison de Tours. Le 16 mai 1944, il part pour le camp de transit de Royallieu à Compiègne.
Le 4 juin 1944, c'est le départ de son convoi pour le camp de camp de concentration de Neuengamme où il arrive trois jours plus tard. Il est enrôlé dans le kommando qui travaille à l'usine Hermann Göring de Watenstedt. Bien que la pratique religieuse soit interdite dans les camps, Carlotti arrive, avec la complicité ou tout au moins le silence de certains gardiens, à se fournir en hosties et il devient de fait l'aumônier du camp. Il est un grand soutien moral pour ses codétenus. Le camp est évacué début avril 1945 mais Carlotti ne revient en France que fin mai.

### 1945-1966
Noël Carlotti ne reste que peu de temps à Channay ; il part se reposer à Pietroso. Le 2 novembre 1945, il est affecté à Esvres où il remplace le curé Georges Lhermitte, résistant lui aussi et mort en déportation. Il est président de la commission départementale d'épuration et s'engage auprès de nombreuses associations d'anciens combattants et déportés.
Il devient président de la Fédération des amicales des réseaux Renseignement et évasion de la France combattante (FARREFC). Il s'investit dans de nombreuses actions pour transmettre la mémoire de la guerre et œuvre pour le rapatriement des corps des victimes des camps. Gaulliste convaincu, c'est un ami personnel de Michel Debré.
Affaibli par le paludisme dont il souffre toujours et durablement marqué par les privations des camps, sa santé décline. Il est brièvement hospitalisé en 1964 et meurt à Tours le 16 janvier 1966. Une messe solennelle est célébrée à sa mémoire le 24 février 1966 en l'église Saint-Louis des Invalides et il est inhumé à Pietroso le 8 août 1966,.

## Distinctions et hommages

### Distinctions
- Commandeur de la Légion d'honneur (décret du 26 juillet 1957)[4] ; chevalier en octobre 1946 et officier en septembre 1951[N 27] :
- Croix de guerre 1939-1945 (décret du 4 septembre 1946)[4] ;
- Médaille de la Résistance française (décret du 17 mai 1946)[4] ;
- Officier du Mérite social[N 27].

### Hommages
Différents lieux de mémoire sont consacrés à Noël Carlotti. À Esvres, une rue porte son nom et une stèle à son effigie est placée à l'entrée de l'église. À Fondettes, une rue porte son nom. À Pietroso, la place de l'église s'appelle place Noël-Carlotti. À Tours, une avenue du campus de Grandmont rappelle sa mémoire.